# Президентские выборы в Индии (2012)
Президентские выборы в Индии проходили 19 июля 2012 года, на них избирался 13-й Президент Индии. Номинация была закончена 30 июня, результаты были объявлены 22 июля 2012 года. Основными кандидатами были бывший министр финансов Пранаб Кумар Мукерджи и бывший спикер Лок сабхи Пурно Агиток Сангма.
В результате голосования победу одержал Пранаб Кумар Мукерджи, получивший около 70% голосов выборщиков. Он был приведён к присяге 25 июля 2012 года.